# Jean Paul Farrugia
Jean Paul Farrugia (Pietà, 21 marzo 1992) è un calciatore maltese, attaccante dello Sliema Wanderers.

## Carriera

### Club
Ha giocato nella prima divisione maltese con Hibernians e Marsaxlokk.

### Nazionale
Ha esordito con la nazionale maltese il 4 giugno 2014 nell'amichevole Gibilterra-Malta (1-0).

## Palmarès

### Club

#### Competizioni nazionali
- Coppa di Malta: 1

Birkirkara: 2022-2023